# سرچنار (سلیمانیه)

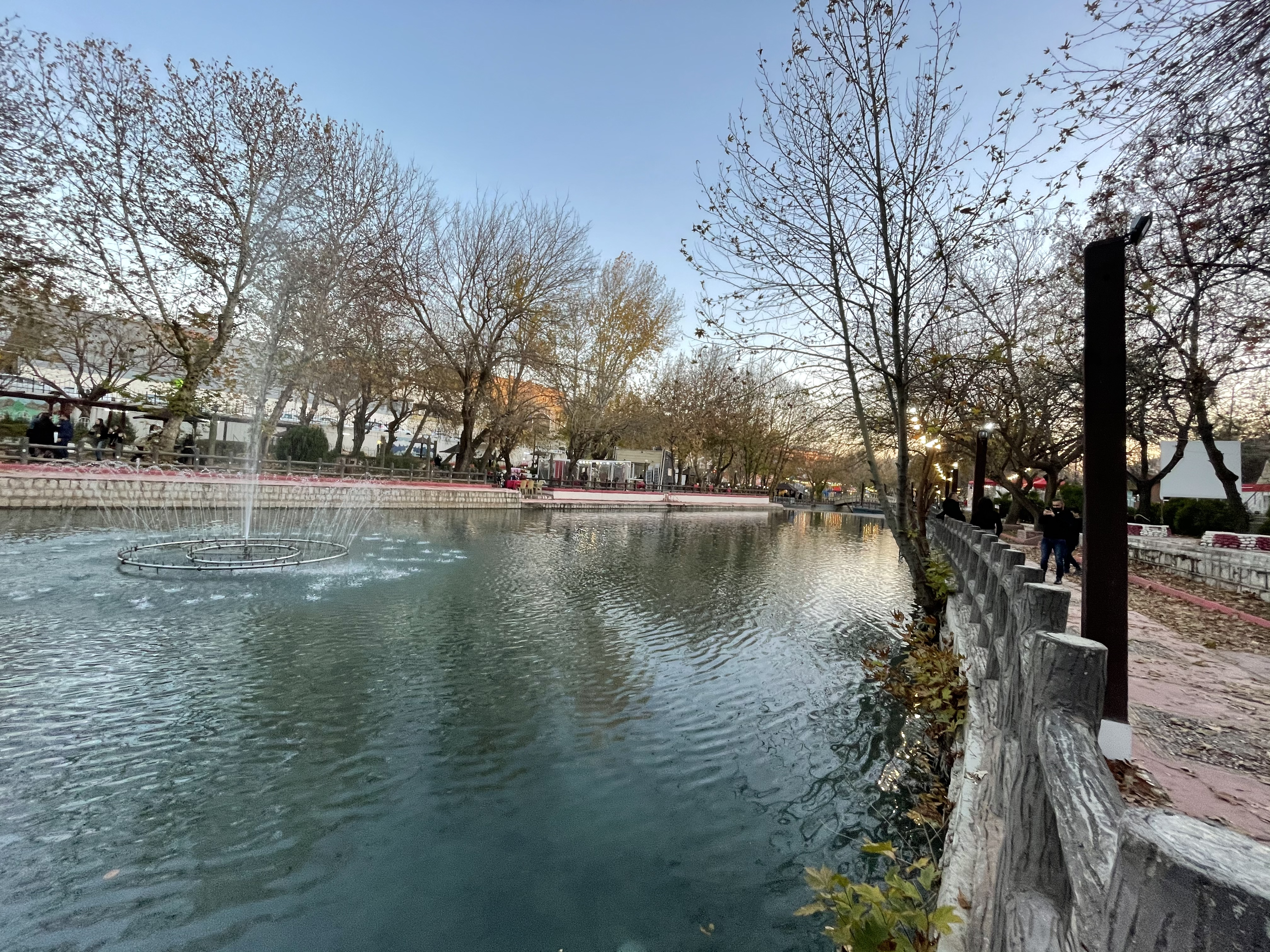
پارک سرچنار، سلیمانیه

سرچنار محله‌ای در سلیمانیه است که در غرب این شهر قرار دارد. در گذشته به دلیل ضعف ترابری و کمبود جمعیت، سرچنار از سایر نقاط سلیمانیه جدا بود و معلوم بود که از کجا شروع و به کجا ختم می‌شود.

## استراحتگاه سرچنار
سرچنار به دلیل جاری شدن آب از زیر تپه‌ها و کوه‌ها، یکی از زیباترین تفرجگاه‌های عراق محسوب می‌شود. سرچنار از دیرباز دارای هتل‌ها و محل‌هایی برای اقامت گردشگران بوده‌است. سرچنار مکانی خنک و روح‌افزا برای مردم سلیمانیه و اطراف آن بود که هنوز هم در تعطیلات آخر هفته افراد زیادی را به خود جذب می‌کند. سرچنار چندین بار بازسازی شده و ظاهر سواحل آن اصلاح و بهبود یافته‌است.

## آب سرچنار
سرچنار دارای منبع آب طبیعی است که از ارتفاعات دَرُپشتیوه سرازیر می‌شود، این منبع آب در احیا و بازسازی منطقه بسیار مهم بوده و تا به امروز منبع اصلی آب سلیمانیه است. در تابستان سطح آب به شدت کاهش می‌یابد و در سال‌های اخیر در ماه‌های تابستان به دلیل خشک‌سالی خشک می‌شود.

## کارخانهٔ سیمان سرچنار
به دلیل وجود کوه‌های سنگی در سرچنار، روس‌ها کارخانه سیمان سرچنار را در دههٔ ۱۹۵۰ ساختند. به لطف این کارخانه اسکان کارکنان آن فراهم شده بود و از آن زمان سرچنار احیا شده‌است. این کارخانه در سال ۲۰۰۸ توسط دولت اقلیم کردستان عراق برای تمیز نگه‌داشتن محیط زیست و بهبود چشم‌انداز سرچنار تعطیل شد.

## اهمیت سرچنار
سرچنار علاوه بر اینکه منبع آب سلیمانیه بود، دارای کارخانهٔ سیمان و تفرجگاهی دلپذیر بود و همچنین مکانی حساس برای پناه دادن به پیشمرگه‌ها بود.